# The Treasure of the Sierra Madre
The Treasure of the Sierra Madre is een Amerikaanse avonturenfilm uit 1948 onder regie van John Huston. Het scenario is gebaseerd op de roman Der Schatz der Sierra Madre (1927) van de Duitse auteur B. Traven. Destijds werd de film in Nederland uitgebracht onder de titel De schat in de Sierra Madre.

## Verhaal
De film speelt zich af aan het einde van de Mexicaanse Revolutie. De postrevolutionaire Mexicaanse regering gebruikt de Federalen voor patrouilles in afgelegen gebieden. Zij handhaven de orde op een wrede doch effectieve manier. Tegen die achtergrond ontmoeten Dobbs en Curtin elkaar in Mexico. Zij werken er voor de aannemer MacClane. Wanneer ze klaar zijn met hun werk, gaan ze naar hun chef om hun salaris te ontvangen. MacClane geeft hun slechts een paar dollars. Ze moeten naar de bank om de rest van het geld op te halen. Dobbs en Curtin ontmoeten een oude man, die hun vertelt dat er in de heuvels nog goud zit. Ze besluiten om goudzoekers te worden.

## Rolverdeling
| Acteur             | Personage     |
| ------------------ | ------------- |
| Humphrey Bogart    | Dobbs         |
| Walter Huston      | Howard        |
| Tim Holt           | Curtin        |
| Bruce Bennett      | Cody          |
| Barton MacLane     | McCormick     |
| Alfonso Bedoya     | Gold Hat      |
| Arturo Soto Rangel | El Presidente |
| Manuel Dondé       | El Jefe       |
| José Torvay        | Pablo         |
| Margarito Luna     | Pancho        |

## Prijzen en nominaties
| Jaar | Prijs  | Categorie               | Genomineerde(n) | Uitslag     |
| ---- | ------ | ----------------------- | --------------- | ----------- |
| 1949 | Oscars | Beste film              | Henry Blanke    | Genomineerd |
| 1949 | Oscars | Beste regie             | John Huston     | Gewonnen    |
| 1949 | Oscars | Beste mannelijke bijrol | Walter Huston   | Gewonnen    |
| 1949 | Oscars | Beste bewerkte scenario | John Huston     | Gewonnen    |